# A Spencer Perceval-merénylet
A Spencer Perceval-merénylet 1812. május 11-én történt Londonban, amikor egy elkeseredett üzletember, John Bellingham megölte Spencer Perceval brit miniszterelnököt. Ez volt eddig az egyetlen sikeres merénylet hivatalban lévő brit kormányfő ellen.

## Előzmények
John Bellingham tengeri árukkal kereskedett, és sikerült felépítenie egy jól működő vállalkozást. 1803-ban üzleti ügyben Oroszországba utazott. Ugyanebben az időben a Soluere nevű orosz hajó elsüllyedt a Fehér-tengeren. A hajót a Lloyd társaságnál biztosították, amely csalásra gyanakodva megtagadta a fizetést a hajózási társaságnak. A hajó tulajdonosai attól tartottak, hogy így egyedül nekik kell állniuk a költségeket, és mondvacsinált indokkal jogi eljárásokat indítottak a szállítmányozók ellen. Köztük volt Bellingham is, akit az orosz hatóságok Arhangelszkben letartóztattak, amikor megpróbálta elhagyni az országot.
Az üzletember ártatlanságát hangoztatva a brit nagykövethez, Granville Leveson-Gowerhez fordult, aki azonban visszautasította a közbenjárást érdekében. Bellingham két évet töltött börtönben nyomorúságos körülmények között. Távollétében hitelezői előálltak igényeikkel, egy orosz kereskedő kétezer rubelt követelt tőle. Bellingham nem tudott fizetni, üzlete tönkrement. Emiatt - annak ellenére, hogy az eredeti vád összeomlott - nem szabadulhatott, mert csődbűncselekménnyel vádolták meg. A férfit hat évig tartották őrizetben. 1809-ben megkeseredett emberként szabadult. Miután visszatért Angliába, kártérítési igénnyel fordult a kormányfőhöz, mondván, nem kapott segítséget Oroszországban. Kérvényét elutasították.

## A merénylet

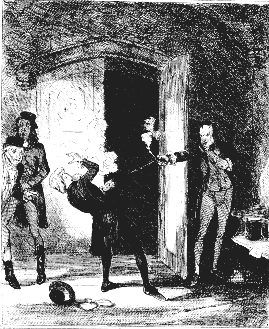
A merénylet korabeli ábrázolása

1812 tavaszán Bellingham rendszeresen bejárt a parlamentbe, és a képviselők segítségét próbálta megszerezni. Többen szimpatizáltak vele, de senki nem segített rajta. Április 20-án egy kilenc hüvelyk mély zsebet varratott kabátja belsejébe egy szabóval. Folytatta látogatásait a parlamentben, és hamarosan a legtöbb képviselőt név szerint ismerte. Különleges érdeklődést tanúsított azon alkalmakkor, amikor a miniszterelnök beszélt.
Május 11-én délután öt órakor az ülésterembe nyíló társalgó egyik kandallója mellé ült le, és ott várakozott. Negyedóra múlva megjelent Spencer Perceval miniszterelnök, aki az ülésterembe tartott. Bellingham felállt, elővette a rejtett zsebből pisztolyát, és néhány láb távolságról rálőtt a kormányfőre. Perceval összeesett, és csak annyit tudott mondani, hogy Meggyilkoltak! (I am murderd!) 
Bellingham visszasétált székéhez, és leült. A megkövült képviselők nem tettek semmit, csak egy ügyvéd, Henry Burgess cselekedett, aki elvette Bellingham pisztolyát, és átkutatta. Egy másik kicsi fegyvert is talált nála.
A miniszterelnököt egy közeli szobába vitték. Fél hatkor megérkezett doktor William Lynn, aki megvizsgálta a kormányfőt. Az orvos a politikus bal oldalán, a negyedik bordánál, közel a szegycsonthoz találta meg a lövedék ütötte sebet. Spencer Perceval ekkor már halott volt.
Bellinghamet átadták a kiérkező rendőröknek, majd a megbilincselt gyilkost a Newgate börtönbe vitték. A kapu előtt tömeg gyűlt össze, hogy lássa és üdvözölje a férfit, aki megölte a nem különösebben népszerű miniszterelnököt. Néhányan megpróbálták a Bellinghamet szállító kocsi ajtaját feltépni, hogy segítsenek a merénylőnek megszökni. Bellinghamet néhány napon belül bíróság elé állították. A férfit halálra ítélték. A gyilkost, aki ekkor 35 éves volt, 1812. május 18-án felakasztották Londonban.